# Дёмин, Александр Аристархович
Александр Аристархович Дёмин (род. 24 декабря 1947 года, Москва, РСФСР, СССР) — советский и российский медик, доктор медицинских наук (1981), профессор (1982), заслуженный врач Российской Федерации, член Российской академии естественных наук.

## Биография
Родился 24 декабря 1947 года в Москве.
В 1970 году окончил Новосибирский государственный медицинский институт.
С 1979 года руководил кафедрой госпитальной терапии и клинической фармакологии НГМ, в 1982 году — в должности декана НГМА, в 1998 году — проректора НГМА по лечебной работе. С 2000 года — председатель диссертационного совета по кардиологии и внутренним болезням.

## Деятельность
Дёмин — специалист по исследованию инфекционного эндокардита, в области ревматологии — эксперт по изучению системной красной волчанки.
Внедрённые Дёминым новые терапевтические методы улучшили качество жизни и выживаемость пациентов.
Интересы учёного в области фармакологии — клинические испытания новых лекарственных средств.
Состоит в редакционных советах журналов «Клиническая медицина» и «Клиническая антимикробная химиотерапия», является соавтором федеральной учебной программы «Внутренние болезни».
Руководитель Ассоциации работников клинической микробиологии и антимикробной химиотерапии (Новосибирск) и председатель научного общества ревматологов (Новосибирск).

## Научные работы
Александр Дёмин — автор 450 научных работ и 3 монографий, консультант и руководитель 5 кандидатских и 5 докторских диссертаций.

## Семья
- Отец — Аристарх Александрович Дёмин, терапевт, член-корреспондент АМН СССР, доктор медицинских наук, профессор.